# Francis Criss
Francis Hyman Criss (1901 - 1973) was een Amerikaans schilder. Criss zijn stijl wordt, net als die van Charles Demuth en zijn vriend Charles Sheeler, geassocieerd met het Amerikaanse precisionisme.
Criss werd geboren in Londen en emigreerde met zijn familie naar Amerika toen hij vier jaar was. Van 1917 tot 1921 studeerde hij op basis van een beurs aan de Pennsylvania Academy of the Fine Arts. Later ging hij studeren aan de Art Students League of New York en de Barnes Foundation. Om werk te doen voor de Amerikaanse overheid onder de "New Deal" en om een contributie te leveren aan het Williamsburg Housing Project in Brooklyn voor het Federal Art Project, gaf Criss in de jaren 30 les aan de American Artists School. Onder zijn pupillen bevond zich onder andere Ad Reinhardt. Criss werd in 1934 gehuldigd met de Guggenheim Fellowship.
Een omslag in zijn latere carrière naar meer commercieel werk – waaronder een cover voor Fortune Magazine voor de editie van november 1942 – leidde tot een neergang van zijn reputatie.